# Fall Grün

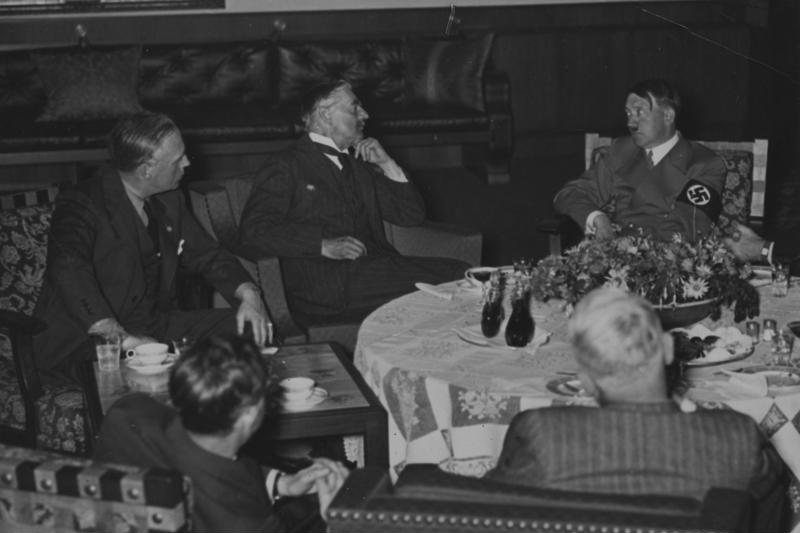
Met het Verdrag van München werd Fall Grün afgeblazen.

Fall Grün was een Duits militair plan om Tsjecho-Slowakije in 1938 binnen te vallen. Het plan werd opgestart in mei 1937 en een eerste versie werd door de Duitse militairen op 21 december 1937 afgeleverd. De uitvoering van operatie Fall Grün werd afgeblazen nadat op 30 september 1938 het Verdrag van München werd gesloten tussen Engeland, Frankrijk, Italië en nazi-Duitsland.

## Voorgeschiedenis

### Rijnland
In 1936 beval Adolf Hitler om het Rijnland, dat via het Verdrag van Versailles werd gedemilitariseerd, opnieuw te laten innemen door Duitse troepen. Dit was de eerste stap van Hitler om de gebieden die na de Eerste Wereldoorlog werden ontnomen terug toe te eigenen. Na het Verdrag van Versailles werd immers het toenmalige Pruisische Rijk verdeeld over de buurlanden en het was een van Hitlers doelstellingen om deze gebieden, waar nog steeds veel Volksduitsers woonden, terug te winnen. Het Rijnland was nog steeds Duits grondgebied maar het was Duitsland verboden om er militaire troepen te stationeren.

### Annexatie van Oostenrijk
Twee jaar later, in 1938, bedreigde Hitler Oostenrijk met een oorlog en onder deze druk bezweek de toenmalige Oostenrijkse kanselier Kurt von Schuschnigg. Von Schuschnigg trad af op 11 maart 1938 waarna nazileider Arthur Seyss-Inquart op 12 maart 1938 werd aangesteld. De nieuwe nazi-kanselier Seyss-Inquart proclameerde op 13 maart 1938 de Anschluss van Oostenrijk bij nazi-Duitsland en werd zo de oostprovincie (Duits: Ostmark) van het uitbreidende Derde Rijk.

## Operatie Fall Grün: militaire inval van Sudetenland
Hitlers volgende doel was het annexeren van een deel van Tsjecho-Slowakije. Bij het voorbereiden van de vernietiging van Tsjecho-Slowakije begon Hitler eisen te stellen ten aanzien van het Sudetenland dat gelegen is in de grensstreek van Bohemen. Het sudetengebied werd bewoond door ongeveer 2.800.000 Volksduitsers; ongeveer 90% van de bevolking in het gebied. Het bevatte tevens een groot deel van de natuurlijke grondstoffen van Tsjecho-Slowakije. Het grootste deel van de Tsjecho-Slowaakse industrie bevond zich in Sudetenland en de hoofdverdedigingslinies van het Tsjecho-Slowaaks leger waren er opgesteld. Bovendien maakten Bohemen en Moravië (Tsjechië) vroeger deel uit van het Heilige Roomse Rijk, een imperium waar Hitler mee dweepte als het Erste Reich. Het plan Fall Grün werd opgestart in mei 1937 en een eerste versie werd door de Duitse militairen op 21 december 1937 afgeleverd. Op 20 mei 1938 werd het Tsjecho-Slowaakse leger in een gedeeltelijke mobilisatie gebracht en op 30 mei 1938 initieerde Hitler een directieve dat operatie Fall Grün officieel bevestigde. Het Tsjecho-Slowaakse leger werd in een algehele mobilisatie gebracht op 23 september 1938 nadat de Tsjecho-Slowaakse inlichtingendiensten een Duitse aanval verwachtten op 28 september 1938.

### Fall Grün afgeblazen
De uitvoering van operatie Fall Grün werd door Hitler afgeblazen nadat op 30 september 1938 het Verdrag van München werd afgesloten tussen Duitsland, Italië, het Verenigd Koninkrijk en Frankrijk. Het verdrag verklaarde dat het Sudetenland werd ingelijfd bij Duitsland waardoor Tsjecho-Slowakije, tegen zijn wil, dit gebied tezamen met en het grootste deel van zijn militaire verdediging en vestingwerken op zijn grens met Duitsland verloor en het nagenoeg weerloos achterbleef. Het land werd als Tweede Tsjecho-Slowaakse Republiek een soort federatie tussen Tsjechië, Slowakije en Subkarpatisch Roethenië.
Slowakije werd op 14 maart 1939 onafhankelijk als Eerste Slowaakse Republiek. Subkarpatisch Roethenië werd op 15 maart 1939 onafhankelijk als Karpato-Oekraïne. Tsjechië werd op 15 maart 1939 omgevormd tot het Protectoraat Bohemen en Moravië.

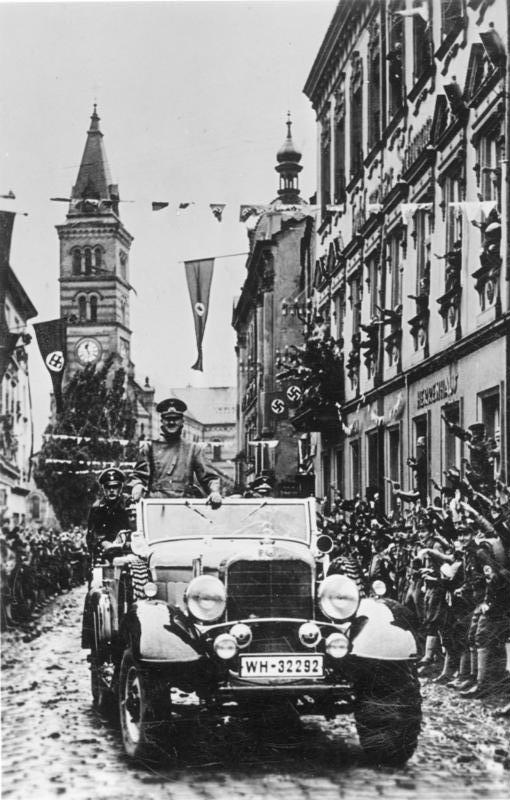
Hitlers intocht in Graslitz op 4 oktober 1938 na de annexatie van Sudetenland.

Tsjecho-Slowakije was schijnbaar een van de gelukkigere creaties uit het statensysteem van het interbellum. De economie floreerde en liet die van de meeste Oost- en Zuid-Europese staten achter zich. Ter bescherming van de lange grenzen vertrouwde Tsjecho-Slowakije op een leger van 180.000 man, weliswaar kleiner maar kwalitatief beter dan de Wehrmacht. Aangevuld met reservisten kon men bijna een miljoen man oproepen. Zwak punt vormden echter de minderheden: de Sudeten-Duitsers, Slowaken, Roethenen, Polen en Hongaren bleven mopperen. Hitler speelde hier op in, en was vast van plan Tsjecho-Slowakije te vernietigen. Polen en Hongarije hoopten te zijner tijd een deel te annexeren. De grootste Slowaakse partij, de Slowaakse Volkspartij, streefde naar onafhankelijkheid, terwijl de Sudeten-Duitse Partij de belangrijkste politieke partij in Sudetenland was (en de op een na grootste partij in Tsjecho-Slowakije), en werd gesteund door Berlijn.
De haviken in de NSDAP en Duitse regering stuurden doelbewust op een oorlog aan. De meest prominente figuren hierin waren Hitler zelf en ook Ribbentrop. Göring en een aantal anderen voorzagen echter dat Duitsland niet klaar was voor een oorlog. Niet alleen werd de oorlog niet algemeen gesteund door de bevolking, maar ook werden de krachten van Duitsland onvoldoende geacht. De voorraden aan strategische grondstoffen waren maar voor enkele maanden voldoende wanneer Groot-Brittannië een blokkade zou uitvoeren. De kleine Duitse Kriegsmarine zou daar niets tegen kunnen doen. Een Brits-Frans offensief met ruim honderd divisies zou het nog prille en onvoldoende getrainde nieuwe Duitse leger wellicht niet kunnen weerstaan, zeker niet wanneer ook op een tweede front tegen Tsjecho-Slowakije gestreden zou worden. En het was zelfs niet zeker of Duitsland dit laatste land wel kon verslaan. Slechts 55 Duitse divisies konden worden ingezet tegen 45 Tsjecho-Slowaakse divisies in een sterke verdedigingslinie. Wanneer de Sovjet-Unie ook de kant van Praag zou kiezen zou de Duitse positie hopeloos zijn.
Na de bedreigingen door Hitler werd er in Britse, Franse, Italiaanse en Duitse diplomatieke kringen nauw overleg gepleegd om uit de impasse te komen en een oorlog af te wenden. Hermann Göring zelf zou, naar het schijnt, Mussolini benaderd hebben met het verzoek een voorstel voor een conferentie te doen. Op 20 mei 1938 mobiliseerde Tsjecho-Slowakije zijn leger gedeeltelijk en op 30 mei initieerde Hitler een directief dat operatie Fall Grün officieel bevestigde. Op 23 september 1938 mobiliseerde Tsjecho-Slowakije zijn leger geheel, nadat de politieke pogingen dreigden te mislukken. Hiermee anticipeerde het op een Duitse aanval op 1 oktober 1938. De uitvoering van operatie Fall Grün werd afgeblazen nadat op 30 september 1938 het Verdrag van München werd gesloten tussen het Verenigd Koninkrijk, Frankrijk, Italië en Duitsland. Dit verdrag verklaarde dat Sudetenland bij Duitsland werd ingelijfd, waardoor Tsjecho-Slowakije, tegen zijn wil, dit gebied tezamen met het grootste deel van zijn verdediging en vestingwerken op de grens verloor en nagenoeg weerloos achterbleef. Het land werd als Tweede Tsjecho-Slowaakse Republiek een soort federatie tussen Tsjechië, Slowakije en Roethenië (Transkarpatië). De Britten hechtten zoveel waarde aan de Duitse belofte dat er geen verdere territoriale eisen in Europa zouden zijn, dat ze bereid waren de Tsjechen te laten vallen. De Fransen wilden niet in hun eentje een oorlog in en zo kregen de Tsjechen achteraf te horen (want zij waren immers niet uitgenodigd op de conferentie) dat ze niet gesteund zouden worden en Sudetenland maar moesten opgeven.
Ook Hongarije stelde territoriale eisen met betrekking tot het Tsjecho-Slowaakse gebied. Deze eis was tijdens het Verdrag van München blijven liggen, maar werd uiteindelijk op 2 november 1938 alsnog voor een belangrijk deel ingewilligd: Duitsland en Italië wezen de zuidelijke grensstrook van Slowakije toe aan Hongarije via de Eerste toekenning van Wenen. Daartoe behoorde ook 20% van Roethenië.
Vanuit het Duitse leger bestond een complot tegen Hitler. Dit werd opgezet door de zogenaamde groep-Ludwig Beck, waartoe ook admiraal Wilhelm Canaris behoorde en later ook Erwin Rommel en Claus Schenk von Stauffenberg zouden toetreden. De staatsgreep was gepland omdat de leiders Duitsland niet opgewassen vonden voor een nieuwe oorlog. De bedoeling was strategische punten in Duitsland te bezetten door loyale legereenheden en Hitler te arresteren en te berechten op het moment dat hij bevel zou geven Tsjecho-Slowakije aan te vallen. De aanklacht zou luiden dat Hitler Duitsland "ruïneerde". Men vermoedde dat geallieerde oorlogsverklaringen de doodsteek voor Hitlers imago zouden betekenen daar een oorlog zelfs in nazikringen niet populair was. Haviken als Ribbentrop en Hitler waren nog redelijk geïsoleerd, de meeste hogere functionarissen en partijbonzen zoals Göring vonden dat Duitsland niet klaar was voor een oorlog. De samenzweerders trachtten dan ook via allerlei kanalen Engeland en Frankrijk tot een strijdbare houding jegens Duitsland aan te zetten. Het Verdrag van München doorkruiste echter dit plan: Hitler kreeg langs diplomatieke weg wat hij wilde, en was populairder dan ooit. Een staatsgreep zou geen algemene steun meer krijgen en het plan werd dan ook afgeblazen.

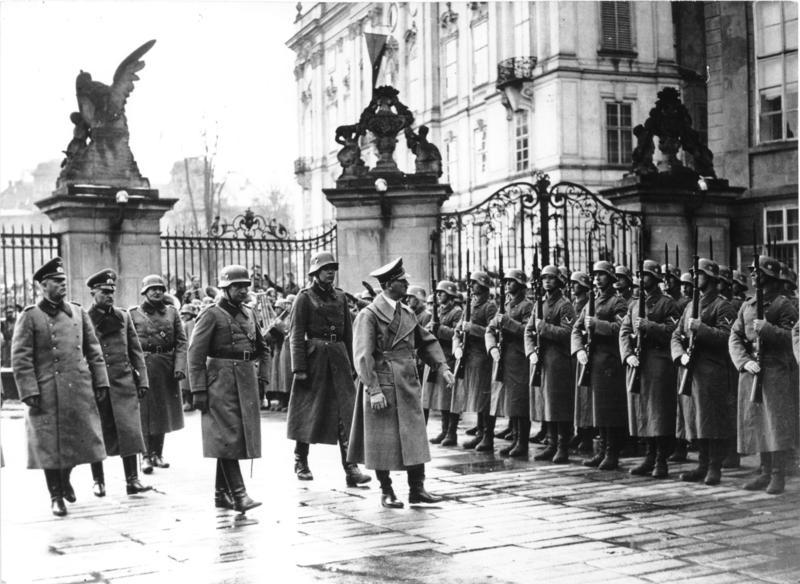
Hitler inspecteert een erewacht voor de Praagse burcht op 15 maart 1939.

Hitler bleef alles doen om Tsjecho-Slowakije verder te ondermijnen. Hij moedigde de Slowaken en Roethenen aan zo min mogelijk rekening te houden met de centrale regering in Praag. Slowakije en Roethenië namen beide de kans waar om hun autonomie te bewerkstelligen. Gesteund door Hitler riepen de Slowaakse separatisten op 14 maart 1939 de "onafhankelijkheid" van Slowakije uit, doch dit was in wezen een vazalstaat van Duitsland. In de nacht van 14 op 15 maart werd de Tsjechische president Emil Hácha, middels intimidatie, gedwongen de overgave te tekenen. Op 15 maart 1939 werd Praag door Duitse troepen bezet, waarna het resterende deel van Tsjechië met weinig weerstand door Duitsland werd geannexeerd. De Tsjechische soldaten bleven in hun kazernes en leverden hun wapens in. Hongarije nam de door hen begeerde delen in, inclusief Roethenië, op regie van Hitler. Op 16 maart 1939 stationeerden Duitse divisies zich in het westen van de vazalstaat Slowakije en het Tsjechische kerngebied werd uitgeroepen tot Protectoraat Bohemen en Moravië, dat eerst zou worden bestuurd door de rijksprotector Konstantin von Neurath.

## Bron
- K.A., van den Hoek, De Tweede Wereldoorlog: De opkomst van het Derde Rijk, Lekturama Rotterdam

Fall Blau · Fall Gelb · Fall Grün · Fall Grün 2 · Fall Rot · Fall Weiss